# 梨珩村
梨珩村，中华人民共和国山东省济南市章丘市高官寨镇所辖的一个行政村。全行政村人口477户、1760人。耕地面积3772亩。行政区划代码370181114223。